# Magnus Höjer (journalist)
Magnus Höjer, född 4 april 1947, är en svensk journalist som länge jobbade på Östnytt, ett program som han var med och startade 1980 och där han ibland syntes som programledare. Han förekom även som programledare i Café Norrköping.
Höjer växte upp i Norrköping, började som tidningsjournalist och arbetade bland annat på Motala Tidning och Folkbladet Östgöten. 
Han har sysslat med musik, exempelvis som sångare i Norrköpingsbandet Scarlet Ribbon på 1960-talet och senare i "världens enda manliga cittragrupp" Cittronilerna. 
2006 fick Höjer NT:s kulturpris och han har, ensam eller tillsammans med andra, skrivit nio böcker med lokalprägel, bland andra Berömda från Norrköping. Höjer belönades även med utmärkelsen Norrköpingsrummets vän 2015 för sina böcker och filmer om Norrköping.
2012 slutade han på Sveriges Television.